# لوزينهيم
لوزينهيم (بالفرنسية: Lozinghem)‏ هي بلدية تقع في إقليم باد كاليه من منطقة نور با دو كاليه في شمال فرنسا. تبلغ مساحة هذه المدينة 2.15 (كم²)، وترتفع عن سطح البحر 67 م، يبلغ عدد سكانها 1161 نسمة حسب إحصاء المعهد الوطني للإحصاء والدراسات الاقتصادية سنة 2009 م. وترأس Jacques Laden البلدية خلال فترة (2008-2014).